# Olivença (Ilhéus)
Olivença é um distrito do município brasileiro de Ilhéus, Bahia.